# Юніон Тауншип (округ Фултон, Пенсільванія)
Юніон Тауншип (англ. Union Township) — селище (англ. township) в США, в окрузі Фултон штату Пенсільванія. Населення — 747 осіб (2020).

## Демографія
Згідно з переписом 2010 року, у селищі мешкало 706 осіб у 276 домогосподарствах у складі 201 родини. Було 340 помешкань
Расовий склад населення:
| - 97,9 % — білих - 0,6 % — корінних американців - 0,3 % — азіатів - 0,1 % — чорних або афроамериканців |

До двох чи більше рас належало 1,0 %. Частка іспаномовних становила 0,6 % від усіх жителів.
За віковим діапазоном населення розподілялося таким чином: 22,9 % — особи молодші 18 років, 59,8 % — особи у віці 18—64 років, 17,3 % — особи у віці 65 років та старші. Медіана віку мешканця становила 42,6 року. На 100 осіб жіночої статі у селищі припадало 110,1 чоловіків;  на 100 жінок у віці від 18 років та старших — 100,7 чоловіків також старших 18 років.
Середній дохід на одне домашнє господарство  становив 65 354 долари США (медіана — 53 594), а середній дохід на одну сім'ю — 75 495 доларів (медіана — 67 656). Медіана доходів становила 48 571 долар для чоловіків та 33 229 доларів для жінок. За межею бідності перебувало 10,5 % осіб, у тому числі 11,2 % дітей у віці до 18 років та 11,2 % осіб у віці 65 років та старших.
Цивільне працевлаштоване населення становило 350 осіб. Основні галузі зайнятості: виробництво — 19,1 %, освіта, охорона здоров'я та соціальна допомога — 14,3 %, роздрібна торгівля — 14,0 %.